# 福井県立こども歴史文化館
福井県立こども歴史文化館（ふくいけんりつこどもれきしぶんかかん）は、福井県福井市城東にある博物館。建物は新たに建設せず旧県立図書館を再利用している。

## 概要
- 福井県ゆかりの歴史上の人物「先人」、20世紀以降に各分野で活躍する人物「達人」、さらに白川静と南部陽一郎を「知の巨人」というテーマごとの展示を行っている。また、オーディオテクニカから寄贈された旧武生町出身の創業者松下秀雄による世界有数の蓄音器のコレクションがある[2][3]。

## アクセス
- フレンドリーバス こども歴史文化館先回り「こども歴史文化館」バス停留所下車
- 京福バス すまいる 東ルート（城東・日之出方面）「城東2丁目」バス停留所下車

## 周辺
- 福井市日之出小学校
- 福井市成和中学校
- 福井県立高志高等学校
- 福井県立病院
- パリオCITY